# Bror Mellberg
Bror Lars Astley Mellberg (ur. 9 grudnia 1923 w Ambjörby, zm. 8 września 2004), szwedzki piłkarz, napastnik. Brązowy medalista MŚ 1950 i srebrny MŚ 1958. Obdarzany przydomkiem Vilde Jägaren.
Grał w Ambjörby IK (1936-40), Viking Hagfors (1941-47) i Karlstads BIK (1947-48), zanim w 1949 zadebiutował w AIK Fotboll. W 1950 - po udanych dla Szwedów mistrzostwach świata w Brazylii - wyjechał do Włoch i podpisał kontrakt z Genuą. W 1952 przeniósł się do francuskiego Toulouse FC (1952-53), we Francji grał także w Red Star 93 (1953-56) oraz FC Sochaux (1956-57). W 1957 wrócił do ojczyzny i AIK, gdzie zakończył karierę w 1961.
W reprezentacji Szwecji w latach 1949–1958 zagrał 6 razy. Podczas finałów rozegrał 4 mecze, strzelił bramkę w meczu z Hiszpanią w 1950.